# Otogoien
Otogoien/Hueto Arriba és un poble i concell pertanyent al municipi de Vitòria. És un dels consells integrats a la Zona Rural Nord-oest de Vitòria-Gasteiz. El poble és a 14 km al nord-est del centre de Vitòria, a mitja falda, al peu de la Serra d'Arato.
El nom prové de Goitio (Güeto en l'antiguitat), i significa lloc elevat Goiti-o. Goien per ser "de dalt". Té una població de 61 habitants (2007).
En el passat va rebre els noms d'Oto, Oto de Suso, Hueto de Suso, Cueto, Ueto, Güeto Arriba, fins a arribar a la seva denominació actual. Va ser terra dels senyors de Martioda, de la Casa dels Hurtado de Mendoza, i va formar amb la veïna localitat de Hueto Abajo, la germandat de Los Huetos, que en el segle xix quedaria constituïda en municipi. En 1975 el municipi de Los Huetos va quedar annexionat al de Vitòria.
El seu veí més il·lustre va ser Francisco Ruiz Aguirre, que a la fi del segle xvii i principis del XIII va arribar a ser Governador i Capità General de les províncies del Dorado, illa de la Trinitat, i La Guatena.